# MountainBIKE (Zeitschrift)
Das MOUNTAINBIKE Magazin ist eine deutsche, monatlich erscheinende Special-Interest-Zeitschrift, die sich auf das Thema Mountainbike spezialisiert hat. Die Zeitschrift erscheint meist Anfang des Monats im Verlag Motor Presse Stuttgart. Der Redaktionsstandort befindet sich in Stuttgart. Die Redaktionsleitung besteht aus André Schmidt, Alexander Walz und Björn Gerteis. Test, Technik, Service, Reise und Reportage sind die Themenschwerpunkte des Magazins.
Mit einer Auflage von 68.316 Exemplaren (IVW 2/2013) ist MOUNTAINBIKE eines der größten Mountainbike-Magazine in Europa.
Die erste Ausgabe der MOUNTAINBIKE (5–6/94) erschien 1994.